# ألين بيدرسن
ألين بيدرسن هو لاعب هوكي الجليد كندي، ولد في 13 يناير 1965 في فورت ساسكاتشوان في كندا.

## وصلات خارجية
- ألين بيدرسن على موقع دوري الهوكي الوطني (الإنجليزية)
- ألين بيدرسن على موقع EliteProspects.com (الإنجليزية)
- ألين بيدرسن على موقع HockeyDB.com (الإنجليزية)
- ألين بيدرسن على موقع Hockey-Reference.com (الإنجليزية)